# Carlos da Silva Lopes

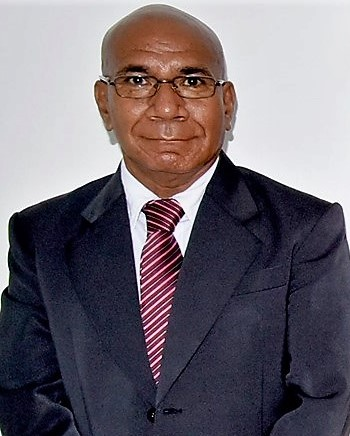
Carlos da Silva Lopes (2020)

Carlos da Silva Lopes (* 1965), Kampfname Saky, beziehungsweise Freezip Radihka Saky,  ist ein Politiker und ehemaliger Unabhängigkeitsaktivist aus Osttimor. Er ist Mitglied der Partido Democrático (PD).

## Werdegang
Lopes war noch ein Kind, als die Indonesier 1975 Osttimor besetzten. Drei Jahre verbrachte er auf der Flucht vor den Invasoren in der Wildnis in Uato-Lari. Nachdem sich seine Familie, wie die meisten Zivilisten, den Indonesiern unterworfen hatte, besuchte Lopes die Grundschule in Uato-Lari. 1980 kam er im Alter von 13 Jahren zur Fortbildung in die osttimoresische Hauptstadt Dili. Eine seine Schwestern, die Lopes weiter immer wieder traf, kämpfte weiter als Guerillera gegen die Indonesier. 1986 erhielt Lopes ein Stipendium und kam auf die Udayana-Universität auf Bali.
Hier begann er sich für den Widerstand gegen die indonesische Besatzung seiner Heimat zu engagieren. Lopes gehörte am 20. Juni 1988 zu den Gründungsmitgliedern der Resistência Nacional dos Estudantes de Timor-Leste (RENETIL), die sich in drei Verbände (Indonesien, Osttimor und Übersee) aufteilte. Lopes führte den Verband in Übersee, der vorwiegend aus jenen Studenten bestand, die in Portugal Asyl erhalten hatten, nachdem sie in Indonesien friedlich mehrere ausländische Botschaften besetzt hatten.
Nach dem Abzug der Indonesier aus Osttimor 1999 gehörte Lopes zu den Gründern der Partido Democrático (PD), wo er Vizevorsitzender wurde. Bei den Parlamentswahlen in Osttimor 2017 trat Lopes erstmals an, wenn auch nur als Ersatzkandidat auf Listenplatz 75. Bei den Neuwahlen 2018 hatte er den regulären Listenplatz 37 inne.
Am 19. August 2020 wurde Lopes von Premierminister Taur Matan Ruak in eine Kommission berufen, die die Erholung der osttimoresischen Wirtschaft nach der COVID-19-Pandemie voranbringen soll.

## Veröffentlichungen
- Carlos da Silva Lopes: RENETIL na luta da Libertação Nacional: Antes sem título do que sem pátria (tetum Renetil iha luta libertasaun: Timor-Lorosa'e: antes sem título, do que sem pátria!), 2015, ISBN 6027010754.